# Fibulomyces
Fibulomyces Jülich (spinkowiec) – rodzaj grzybów z rodziny błonkowatych (Atheliaceae).

## Systematyka i nazewnictwo
Pozycja w klasyfikacji według Index Fungorum: Atheliaceae, Atheliales, Agaricomycetidae, Agaricomycetes, Agaricomycotina, Basidiomycota, Fungi.
Takson utworzył Walter Jülich w 1972 r. Polską nazwę nadał Władysław Wojewoda w 2003 r.
Gatunki:
- Fibulomyces canadensis Jülich 1972
- Fibulomyces cystoideus Dhingra 2019
- Fibulomyces fusoideus Jülich 1972
- Fibulomyces mutabilis (Bres.) Jülich 1972 – spinkowiec zmienny

Nazwy naukowe na podstawie Index Fungorum. Nazwa polska według Władysława Wojewody.
W Polsce występuje F. mutabilis i F fusoidesus.